# Lijst van plaatsen in Togo

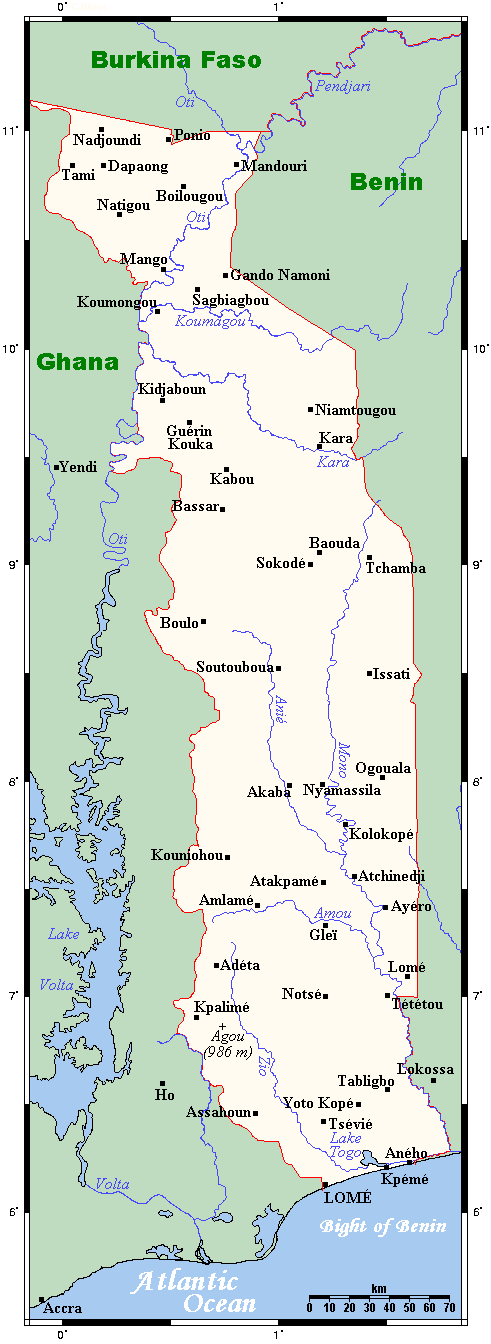
Kaart van Togo

Dit is een lijst van steden in Togo (Afrika).
- Agbodrafo
- Aného
- Atakpamé
- Badou
- Bafilo
- Bassar
- Dapaong
- Kandé
- Kara
- Kpalimé
- Lomé (hoofdstad)
- Niamtougou
- Notsé
- Sansanné-Mango
- Sokodé
- Sotouboua
- Tchamba
- Togoville
- Tsévié
- Vogan